# Salvador Treviño Garza
Salvador Treviño Garza, (Matamoros, Tamaulipas, 15 de julio de 1958) es un ingeniero y político mexicano. Ha sido diputado local en el estado de Tamaulipas y Secretario de Desarrollo Urbano y Medio Ambiente del mismo estado. Fue candidato del Partido Revolucionario Institucional a Presidente Municipal de Matamoros en las elecciones de 2013.

## Vida
Estudió ingeniería civil en el Tecnológico de Monterrey, Campus Monterrey, en Nuevo León. Se encuentra casado con Adelaida Cárdenas con quien tiene tres hijos: Salvador, Mauricio y Marcela.
Desde 1983 se dedicó al ramo de la construcción para empresas privadas. Incursionó en la función pública el año 2000 cuando fue nombrado Subgerente Técnico de la Junta de Aguas y Drenaje de Matamoros y dos años después fue promovido a Gerente de la misma empresa, puesto que volvió a ocupar en 2011. En 2005, durante la alcaldía de Baltazar Hinojosa Ochoa, fue designado Secretario de Desarrollo Urbano y Ecología del mismo municipio.
En octubre de 2007 es electo diputado local de la LX Legislatura del Congreso del Estado de Tamaulipas por el VI Distrito, fungiendo como Presidente de la Mesa Directiva del Congreso en la sesión de instalación de la legislatura; solicitó licencia para formar parte del gobierno estatal como titular de la Agencia Ambiental para el Desarrollo Sustentable de Tamaulipas. En 2012 fue designado por el Gobernador de Tamaulipas como Secretario de Desarrollo Urbano y Medio Ambiente del Estado.
A principios de 2013 inició su campaña dentro del Partido Revolucionario Institucional como precandidato a la alcaldía de Matamoros. El 25 de marzo de 2013 fue declarado oficialmente como candidato de dicho partido para la contienda electoral que se llevó cabo el 7 de julio del mismo año.
El 2 de enero de 2022, es nombrado Titular de la Comisión Estatal del Agua en Tamaulipas, dentro de la administración panista del Gobernador de la entidad antes referida, Francisco Javier García Cabeza de Vaca